# Lac Itomamo
Le lac Itomamo est un lac de barrage traversé par la rivière aux Sables, coulant dans le territoire non organisé de Mont-Valin, dans la municipalité régionale de comté (MRC) Le Fjord-du-Saguenay, dans la région administrative du Saguenay-Lac-Saint-Jean, dans la province de Québec, au Canada. Un débit réservé de 1 m3/s s'écoule aussi vers le lac Portneuf.
La foresterie constitue la principale activité économique du secteur. Les activités récréotouristiques arrivent en second.
La zone autour du lac comporte de nombreuses routes forestières pour les besoins de la foresterie et des activités récréotouristiques. La route forestière R0266 (sens Nord-Sud) passe du côté Ouest du lac,.
La surface du lac Itomamo est habituellement gelée de la fin novembre au début avril, toutefois la circulation sécuritaire sur la glace se fait généralement de la mi-décembre à la fin mars.

## Toponymie
Au début du XXe siècle, l'explorateur Joseph Bureau (1837-1914) a décrit le lac Itomamo en soulignant sa profondeur et la magnificence de la truite qu'on y pêchait. Ses notes indiquent aussi la richesse du gibier dans ces parages. Le lac Itomamo est indiqué dans le Dictionnaire des rivières et lacs de la province de Québec (1914). Cette désignation toponymique a connu plusieurs variantes dont la principale est Homanno. Comme Étamamiou, ce toponyme provient du mot innu-aimun "aitu-mamiu", signifiant « hauteur des terres », « ligne de partage des eaux ». Il doit ce nom au fait que le lac s'écoulait à la fois par la rivière aux Sables, qui se jette dans le réservoir Pipmuacan et le lac Portneuf vers la rivière Portneuf. Ce phénomène est souvent incorrectement traduit par « lac à deux décharges », mais ce terme se dit plutôt en innu-aimun aitu-kupitan, de aitu, « des deux côtés », « de chaque côté » et "kupitan", « décharge ».

## Géographie
Le lac Itomamo comporte une longueur de 9,6 km, une largeur maximale de 8,0 km et une altitude de 476 m. Il est traversé vers le Nord sur 7,6 km par la rivière aux Sables. Sa baie du Sud-Est est connexe au lac Portneuf lequel constitue le lac de tête de la rivière Portneuf.
Le lac Itomamo est situé entièrement en milieu forestier dans le territoire non organisé de Mont-Valin, soit au Sud du réservoir Pipmuacan, à l'Est de la rivière Péribonka et au Nord de la rivière Saguenay. Il est enclavé entre les montagnes dont un sommet atteint 625 m à 1,7 km, où une tour de communication a été aménagée.
L'embouchure principale du lac est situé au nord de celui-ci et s'écoule dans la rivière aux Sables vers le nord sur une distance d'environ 25 km jusqu'à la baie des Sables du réservoir Pipmuacan.
Le lac a aussi la particularité d'avoir un second exutoire vers le lac et la rivière Portneuf. Cet exutoire a été partiellement fermé par la construction du barrage Itomamo en 2002 et l'élargissement du seuil de la rivière aux Sables à l'exutoire du lac Itomamo,. En application d'une directive du ministère de l'Environnement, un débit réservé de 1 m3/s a été conservé vers le lac Portneuf.

## Faune
La faune piscicole du lac n'est composé que de deux espèces, soit le meunier noir et l'omble de fontaine. Dans un sous-bassin situé sur la rivière aux Sable à 10 km à l'amont du lac on retrouve une population de mulet de lac. L'introduction de cette espèce est probablement accidentelle et due à l'utilisation de poisson-appât (en). Il n'y aucun indice que ce poisson ait colonisé la rivière aux Sables, et les lacs Itomamo et Portneuf.